# Segelclub Zeuthen
Der Segelclub Zeuthen e. V. (SCZ) ist ein in Zeuthen am Westufer des Zeuthener Sees angesiedelter Segelverein.

## Geschichte
Der Segelclub Zeuthen kann auf eine weit über 100 Jahre alte Vereinsgeschichte zurückblicken. Von 1884 bis 1945 beherbergte das Vereinsgelände den Zeuthener Segelverein (ZSV), der nach dem Zweiten Weltkrieg seinen Sitz zum Wannensee verlegte und dort noch heute aktiv ist.
Unter dem Namen TSG Oberschöneweide (Sektion Segeln) baute man 1951 den Verein mit 30 bis 40 Mitgliedern neu auf. Ab Ende der 60er Jahre wurde die Jugendarbeit verstärkt gefördert. Mit den Bootsklassen Cadet, 420er und Optimist entstand so ein Trainingszentrum für die Region Berlin. In dieser Zeit wuchs die Mitgliederanzahl auf etwa 120 und die Anzahl der Boote der Mitglieder auf 60.
1990 wurde der Verein ein weiteres Mal neu gegründet und er erhielt seinen heutigen Namen Segelclub Zeuthen. Ein wichtiger Grund war der langfristig angelegte Pachtvertrag mit der Gemeinde Zeuthen. Das Bootshaus, die Steganlagen, die technischen Anlagen und das Bootsmaterial wurden dabei gepflegt, gehegt, modernisiert und erweitert.

## Jugend
Im Jugendbereich wird vor allem die 2-Mann-Bootsklasse Cadet und dabei speziell das Regattasegeln trainiert. Die Jugend des Segelclub Zeuthen ist außerdem nicht nur national aktiv, sondern qualifizierte sich in der Vergangenheit für etliche internationale Regatten wie Europa- oder Weltmeisterschaften. Im Jahr 2011 vertraten unter anderen Pascal Helbig und Jakob Sell vom Segelclub Zeuthen Deutschland bei der Weltmeisterschaft in Kühlungsborn.
Im Jahr 2011 veranstaltete der Club die „Deutsche Meisterschaft“ der Cadets in Blossin am Wolziger See.